# Новик (бронепалубный крейсер)
«Нови́к» — русский «малый» бронепалубный крейсер II ранга, по английской классификации соответствовал крейсеру 2-го класса. Первый в мире 25-узловой многоцелевой крейсер (ближний эскадренный разведчик, «бронированный лидер миноносцев», контр-миноносец, миноносный крейсер-«охотник», способный самостоятельно искать, выбирать цель и атаковать её, высокопроизводительный постановщик минных заграждений в открытом море, а также пригодный для замены устаревших канонерских лодок) — предшественник подкласса «крейсер-скаут». Отличился в Русско-японской войне 1904—1905 годов. Своё название получил в память о корвете «Новик».
В 1904 году после битвы у Корсакова крейсер был затоплен экипажем. С 1906 года, после подъёма и восстановительного ремонта, находился в составе японского флота под названием «Судзуя».
Тактико-техническое задание (ТТЗ) на проектирование уникального экспериментального малого крейсера разработал русский Морской технический комитет (МТК) в рамках судостроительной программы 1898 года, «для нужд Дальнего Востока», с учётом эффективного боевого применения «малых» крейсеров «элсвикского типа» в японо-китайской войне 1894—1895 годов, общих тенденций последующего развития малых крейсеров, особенностей Дальневосточного театра, и под влиянием возникшей на этом фоне концепции «универсального безбронного судна», впервые обоснованной в 1895 году адмиралом С. О. Макаровым. Победа в предварительном конкурсном проектировании, последующее проектирование и постройка этого крейсера, в целом удовлетворяющего чрезвычайно противоречивым требованиям русского Адмиралтейства, явились значительным достижением германского крейсеростроения. По переработанным рабочим чертежам крейсера «Новик», на Невском заводе были построены два однотипных малых крейсера типа «Жемчуг» («Жемчуг» и «Изумруд»). Вопреки весьма неоднозначному отношению к проекту «Новик», на мировом уровне концепция развития подкласса «малый крейсер» возродилась после русско-японской войны и практически воплощалась ведущими морскими державами вплоть до начала 1-й мировой войны в качестве подклассов «крейсер-скаут» и «малый лёгкий крейсер».

## Задание на проектирование
В русском Главном морском штабе (ГМШ) оперативно-тактическое задание (ОТЗ) на проектирование «малого» крейсера для Тихоокеанского театра начало формироваться в 1895 году, сразу же после обострения отношений с Японией. До этого с 1882 года концепция «малого» крейсера для ВМС России отвергалась, поскольку в этот период русское крейсеростроение развивалось в направлении обеспечения противодействия новейшим «средним» и «большим» крейсерам вероятного противника — Англии. Английское Адмиралтейство принципиально не заказывало для своих ВМС «малых» крейсеров, с учётом их органических недостатков: малый запас топлива для обеспечения приемлемой дальности плавания, неудовлетворительные мореходные качества и неустойчивость «артиллерийской платформы» при сильном волнении. На этом фоне английская фирма «Армстронг» приступила к крупносерийной экспортной постройке «малых» крейсеров «эльсвикского типа» по заказам ВМС развивающихся государств. Эти корабли являли собой воплощение новейших достижений мировой военно-морской техники и вооружения. Английские специалисты с максимальной для себя выгодой использовали уникальную возможность испытать эти крейсера в реальных боевых условиях Тихоокеанского театра во время японо-китайской войны 1894—1895 годов. Относительно недорогие, но хорошо вооружённые «малые» крейсера вполне соответствовали условиям ограниченного Тихоокеанского театра, где фактически составили основу «боевого ядра» флотов Китая и Японии и эффективно использовались в качестве многоцелевых кораблей.
После обострения русско-японских отношений ВМС Японии имели абсолютное численное превосходство в «малых» крейсерах-разведчиках и миноносцах. Японская кораблестроительная программа «Шесть-шесть», помимо крупных боевых кораблей, предусматривала размещение в Англии и США заказов на постройку новых «малых» крейсеров и техническую модернизацию старых крейсеров «эльсвикского типа» с установкой новейшего артиллерийского вооружения фирмы «Армстронг». Русские «средние» крейсера типов «Светлана» и «Диана», проектируемые в рамках судостроительной программы 1895 года, вполне могли противодействовать «малым» крейсерам вероятного противника, но были значительно дороже и потому немногочисленны.
В мае 1895 года на совещании флагманов в Чифу вице-адмирал С. О. Макаров впервые изложил и обосновал концепцию «универсального безбронного судна» (фактически развитие концепции кораблей английской фирмы «Армстронг», выдвинутой Дж. Ренделом — конструктором построенного ещё в 1883 году для ВМС Чили «малого» крейсера «Эсмеральда» с водоизмещением 2800 т и вооружением 2×1-254-мм, 6×1-152-мм), но применительно к Дальневосточному театру. Этот крейсер стал родоначальником экспортируемых крейсеров «эльсвикского типа», в 1894 году прошёл модернизацию на фирме «Армстронг», был куплен Японией и в феврале 1895 года вошёл в состав японского флота под названием «Идзуми». Макаров охарактеризовал его как «идеальную боевую машину». По мнению Макарова, «универсальное безбронное судно» — «малый» крейсер, водоизмещением до 3000 т, скоростью в 20 узлов, вооружением 2×1-203-мм, 4×1-152-мм, 12×1-75-мм орудий, в условиях финансовых ограничений наиболее целесообразен для серийной постройки вместо эскадренных броненосцев, «больших» и «средних» крейсеров, в целях скорейшего обеспечения равновесия сил на Дальневосточном театре. При этом он решительно высказывался против увеличения скорости в ущерб артиллерии, ссылаясь на мнение генерала Корпуса морской артиллерии Ф. В. Пестича, утверждающего, что «не стоит догонять противника, чтобы быть им разбитым». Также, по его мнению, для дальних разведок большая скорость не столь важна, поскольку обстановка меняется слишком быстро, и полученные данные, в любом случае, будут в известной степени устаревшими и неточными (до появления радиопередатчиков), а для ближней разведки достаточно миноносцев. По оценке Макарова, соединения безбронных крейсеров смогут успешно противостоять не только миноносцам и крейсерам, но, используя превосходство в скорости и маневренности, и эскадренным броненосцам противника, а при необходимости — выдержать одиночный бой с броненосцем. По мнению ряда военно-морских историков[кого?], концепция «безбронного судна» в некоторой степени повлияла на формирование тактико-технических требований на проектирование «малых» (II ранга) и «средних» (I ранга) бронепалубных крейсеров «корветского» ранга в рамках «кораблестроительной программы 1897 года», в части реализации соотношения уровней обеспечения конструктивной непотопляемости и бронезащищённости (принцип «непотопляемость, а не непробиваемость»). Однако в части состава вооружения влияние концепции «безбронного судна» здесь фактически отсутствует.
С ноября 1895 года по декабрь 1897 года на совещаниях по вопросам усиления русских военно-морских сил на Тихом океане, в частности, обсуждался вопрос, нужны ли при эскадре малые крейсеры-разведчики водоизмещением в 2000—3000 т. Данный вопрос возник в связи с тем, что малые крейсера уступают средним крейсерам в скорости, мореходности, дальности плавания, вооружении, но вследствие меньшего водоизмещения на их проектирование и постройку требовалось сравнительно меньше средств. Это условие рассматривалось в пользу малых крейсеров, с учётом финансовых ограничений и оперативно-тактических особенностей Дальневосточного театра. Кроме того, предполагалось, что малые крейсера смогут заменить на Тихоокеанском театре устаревшие мореходные канонерские лодки и будут противодействовать превосходящим миноносным силам противника.
С 12 по 18 декабря 1897 года некоторые участники совещаний письменно изложили свои соображения относительно необходимых на Тихом океане сил. В частности:
- Вице-адмирал И. М. Диков полагал, что в эскадре на один эскадренный броненосец должно приходиться по одному крейсеру-разведчику; каждому кораблю I и II ранга следовало придать по миноносцу. Главным качеством крейсера он считал скорость, ради которой следовало жертвовать всеми остальными элементами, ибо быстроходный корабль «может и должен уклониться от всякого боя, во время разведки, заботясь не о мелких победах и боевом отличии личного состава, а об исполнении данного ему поручения». Данное утверждение, вступало в противоречие с концепцией «универсального безбронного судна», тем не менее именно оно впоследствии легло в основу при разработке ОТЗ на проектирование малого крейсера для Тихоокеанского театра.
- Вице-адмирал Е. И. Алексеев на основании опыта командования эскадрой в Тихом океане считал, что количество крейсеров при главных силах следует увеличить: «на восемь эскадренных броненосцев должно было приходиться столько же броненосных крейсеров, восемь крейсеров водоизмещением по 5000—6000 тонн, четыре крейсера-разведчика водоизмещением 3000—3500 т и четыре — менее 1500 тонн». Задачи перед крейсерами небольшого водоизмещения он ставил следующие: «служить при эскадре форзейлями, разведчиками, посыльными крейсерами для передачи важных и спешных поручений отдельно оперирующим от флота отрядам или судам». Самые малые из указанных им кораблей предназначались также для промеров, рекогносцировок у берегов и при входах в порты.
- Вице-адмирал Н. И. Скрыдлов полагал, что целесообразнее всего построить дополнительно к уже имеющимся один эскадренный броненосец типа «Пересвет» и три — типа «Majestic» (водоизмещением 15 000 т). В этом случае главные силы эскадры оказывались состоящими из трёх однотипных «троек» (типов «Полтава», «Пересвет» и «Majestic»). Каждый из больших кораблей сопровождался бы крейсером-разведчиком водоизмещением 3000—4000 т. В связи с явным недостатком времени вице-адмирал предложил три больших броненосца и пять крейсеров заказать за границей. По его мнению, крейсера-разведчики водоизмещением 3000—4000 т должны сопровождать главные силы эскадры (каждый эскадренный броненосец, которых, по мнению Скрыдлова, на Тихоокеанском театре должно быть не менее 9 единиц). В соответствии с этим, на «малый» крейсер возлагались дополнительные функции «бронированного контрминоносца».

27 декабря 1897 года состоялось итоговое совещание под председательством генерал-адмирала (в присутствии вице-адмиралов: управляющего Морским министерством П. П. Тыртова, Н. И. Казнакова, В. П. Верховского, И. М. Дикова, С. П. Тыртова, С. О. Макарова, Ф. К. Авелана и Е. И. Алексеева). В ходе продолжительных дискуссий, когда принималось решение о количественном и качественном корабельном составе на Тихоокеанском театре, генерал-адмирал, не сомневавшийся в необходимости крейсеров I ранга, поставил вопрос о целесообразности постройки вместо 10 малых разведчиков ещё одного или двух эскадренных броненосцев. Однако совещание с ним решительно не согласилось, в связи с тем, что, кроме прочего, крейсерами водоизмещением в 2000—2500 т предполагалось заменить в эскадре Тихого океана устаревшие канонерские лодки («Кореец», «Манджур», «Гремящий» и другие).
В течение марта 1898 года Морской технический комитет (МТК) разработал программу — тактико-техническое задание (ТТЗ) на проектирование крейсера II ранга, в котором были определены основные тактико-технические элементы: водоизмещение — не более 3000 тонн (при нормальным запасе угля — 360 т), общий объем угольных ям должен обеспечить дальность плавания 5000 миль при экономической скорости 10 уз.; наибольшая скорость — 25 уз.; состав вооружения: 6×1-120-мм, 6×1-47-мм орудий и одна десантная пушка Барановского; минное вооружение — шесть аппаратов с 12 торпедами, 25 мин заграждения и 30 якорей к ним; броневая палуба — «возможной толщины». Документ был утверждён председателем МТК вице-адмиралом И. М. Диковым и главными инспекторами: кораблестроения — Н. Е. Кутейниковым, артиллерии — генерал-майором А. С. Кротковым, минного дела — контр-адмиралом К. С. Остелецким, механической части — Н. Г. Нозиковым. Параллельно была также разработана программа на проектирование крейсера того же водоизмещения, но со скоростью 30 узлов.
Утверждённое Императорским Российским Адмиралтейством ТТЗ на проектирование типа быстроходного малого крейсера являлось весьма жёстким и противоречивым, с учётом ограничений по водоизмещению и главным размерениям корабля: «Назначение — крейсерская служба в условиях открытого океана… Основное требование — скорость, не менее 25 узлов… Вооружение и бронирование — по возможности, с учётом обеспечения наилучшей мореходности… Максимально возможный радиус действия… Хорошие условия для обитаемости экипажа…»
1 апреля 1898 года программа МТК поступила в Главное управление кораблестроения и снабжений (ГУКиС).
С условиями ТТЗ для заключения контракта на проектирование и постройку были ознакомлены наиболее известные фирмы: германские, английские, итальянская, французская, американская и датская. Главным параграфом договора Императорское Российское Адмиралтейство устанавливало «скорость хода, по крайней мере, 25 уз. Вооружение и броня — по возможности, наибольшие при наименьших затруднениях для хода по открытому морю во всякое время. Судно предназначалось для крейсерской службы в океане и должно было обладать всеми морскими качествами. При этом были поставлены непременным условием большой радиус действия и хорошее помещение для экипажа…»

## Проектирование

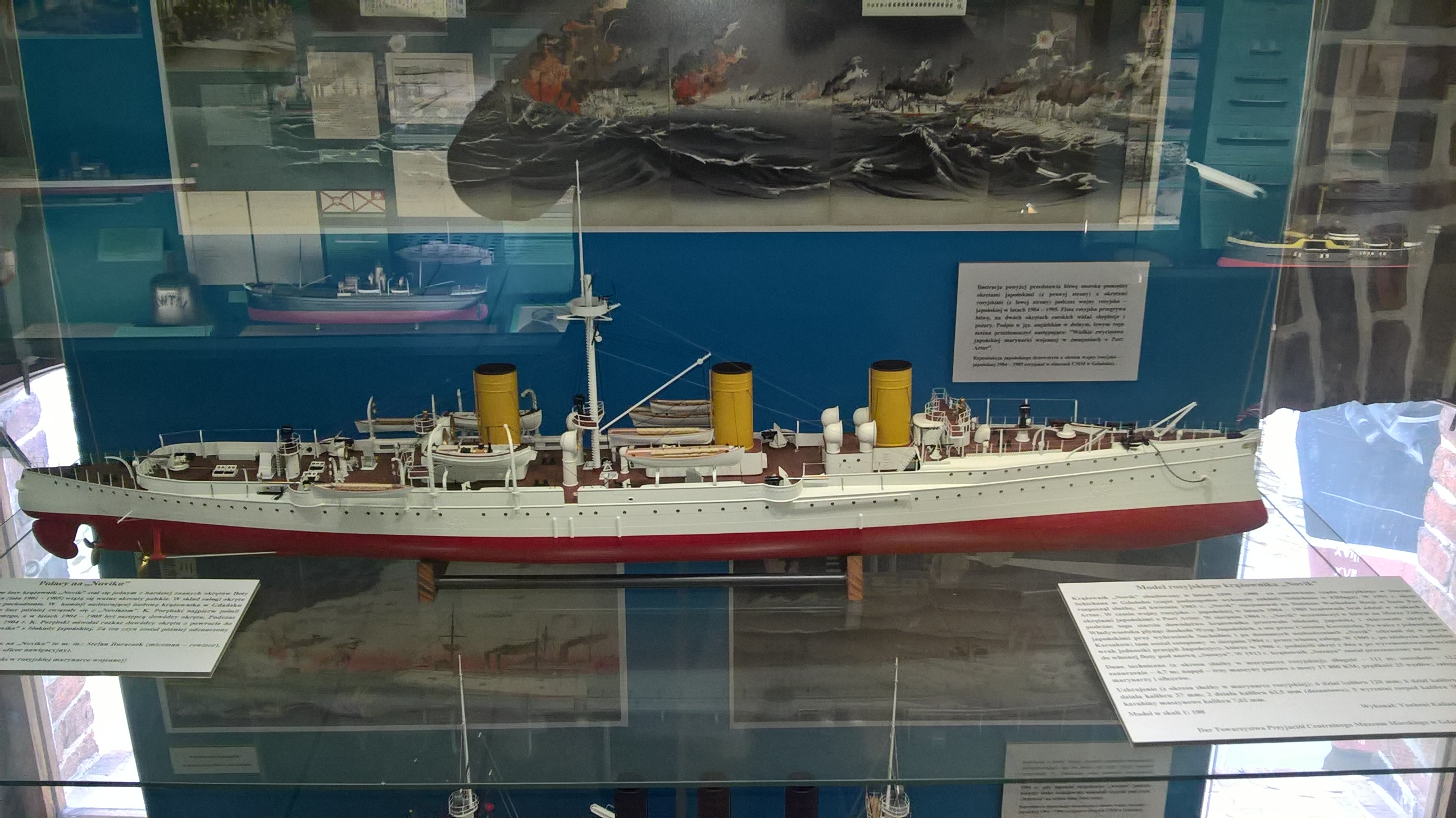
Модель крейсера «Новик», находящаяся в «Narodowym Muzeum Morskim w Gdańsku», Гданьск

В конкурс на право заключения контракта на проектирование и постройку малого быстроходного крейсера-разведчика включились фирмы: германские: «Ховальдтсверке» (г. Киль), «Ф. Шихау» и «Крупп»; английские: «Лондон энд Глазго инжениеринг энд айрон шипбилдинг компани» и «Лэрд»; итальянская — «Ансальдо»; французская — Общество «Шантье де ла Жиронд» (г. Бордо); датская фирма «Бурмейстер и Вайн», а также Невский судостроительный завод при технической помощи английских фирм.
- Первой на объявленный МТК конкурс откликнулась немецкая фирма «Ховальдтсверке» из Киля. Её поверенный Ф. Гох 10 апреля 1898 года получил в ГУКиС требования к «25-узловому», а через день — и к «30-узловому» крейсерам. Уже 28 апреля последовал ответ, что в первом случае крейсер будет иметь длину 103,63 м, ширину 12,8 м, осадку 4,88 м. Проект предусматривал установку двух вертикальных машин тройного расширения мощностью по 9000 л. с. каждая и водотрубных котлов Торникрофта. Прилагался расчёт, из которого следовало, что для достижения кораблем 30 узлов необходима машина в 25 000 л. с., масса которой составит не менее 1900—2000 т, и при заданном водоизмещении в 3000 тонн на корпус, артиллерию и топливо остается всего 1000 т. И. М. Диков счёл эти расчётные аргументы убедительными и, препровождая документы на рассмотрение в кораблестроительное отделение, сопроводил их резолюцией: «Полагаю, что 25-узловой ход достаточен. Больше требовать едва ли возможно». В целом, присланные сведения устроили МТК, за исключением данных о необходимости создания в котлах высоко-форсированной тяги, необходимой для обеспечения достижения полной скорости хода. С учётом этого замечания МТК, германская фирма переработала проект и в начале июня 1898 года представила в Петербург чертежи продольного и поперечного сечений, расположения угольных ям, машинных и котельных отделений, мидель-шпангоута, а также описание корабля. При этом проектанты не уложились в оговоренное водоизмещение, повысив его до 3202 т. Бронезащиту крейсера составляла броневая палуба толщиной 20 мм с 40—50-мм скосами в районе машин и котлов. 13 июня 1898 года в МТК была представлена модель корабля. Стремясь получить заказ, фирма разработала вариант замены котлов Торникрофта на предпочитаемые русским Морским министерством котлы системы Бельвиля, при которых длина крейсера возрастала на 9 м, водоизмещение — на 100 т, но скорость полного хода обеспечивалась при весьма умеренной принудительной тяге в котлах.
- В июне 1898 года на рассмотрение в МТК поступил проект итальянской фирмы «Ансальдо». В первоначальном варианте предполагалось использование двух машин с шестью цилиндрами каждая, во втором — с четырьмя цилиндрами. В обоих случаях 14 котлов Ярроу должны были обеспечить развитие суммарной мощности в 16 500 л. с. Толщина броневой палубы находилась в пределах от 20 до 50 мм, боевая рубка с толщиной стенок 125 мм.
- 7 июля 1898 года английская фирма «Лондон энд Глазго инжениеринг энд айрон шипбилдинг компани» представила спецификации и чертежи. Однако, кроме заявленной цены (225 тыс. фунтов стерлингов), иных данных обнаружить не удалось, поэтому 16 июля 1898 года документы были возвращены, вероятно, за явным несоответствием проекта требованиям Морского министерства.
- Проект Невского судостроительного завода был разработан при технической помощи англичан и включал корпусную часть, которую выполнил инженер Э. Рид, механическую часть — разработки фирмы «Модсли, Филд энд сан». Крейсер должен был иметь длину 117 м и ширину 12,2 м, то есть отличался необычайно большим для того времени отношением длины к ширине — 9,6. Проектное водоизмещение составляло 3200 тонн, бронезащита в горизонтальной части палубы и в оконечностях — 30 мм, на скатах у машин и котлов — 80 мм. Пар для двух машин должны были обеспечивать 16 котлов Ярроу, скорость и артиллерийское вооружение соответствовали заданию, минное вооружение уменьшено до четырёх аппаратов.

Представили свои чертежи также и германские фирмы — «Ф. Шихау» и «Крупп».
3 июля 1898 года на заседании МТК все проекты были рассмотрены и оценены на неофициальной конкурсной основе. В итоге лучшим был признан вариант «Шихау» со скоростью 25 уз (имелся ещё и 28-узловой, но эта скорость достигалась за счёт ослабления вооружения и бронирования).
Проект, поступивший от датской фирмы «Бурмейстер и Вайн», был рассмотрен и принят вне конкурса, поскольку заказ корабля по нему (будущего крейсера «Боярин») был предрешён на высочайшем уровне.
В январе—феврале 1899 года в Морское министерство поступили ещё три проекта 3000-тонных разведчиков. Первый из них, английской фирмы «Лэрд», отличался несколько уменьшенным бронированием и минным вооружением (три аппарата), но зато должен был нести восемь 120-мм орудий. Общество «Шантье де ла Жиронд» из Бордо прислало сразу два варианта — один при водоизмещении 3000 т поддерживал бы 21-узловую скорость в течение 10 часов, другой при 3520 т — 25 уз в продолжение двух часов. Отличительной особенностью являлось наличие продольной переборки между бортом и главными механизмами. Чертежи были рассмотрены МТК больше из познавательного интереса, фирмам же сообщили, что новые заказы за границей более не планируются.

## Постройка
5 августа 1898 года начальник ГУКиС вице-адмирал В. П. Верховский и представлявший в России интересы фирмы «Ф. Шихау» Р. А. Цизе подписали контракт на постройку крейсера. Корабль должен был быть готов к испытаниям через 25 месяцев (впоследствии срок сдачи перенесли на 5 декабря 1900 года). В документе подробно оговаривались характеристики корабля, устанавливались традиционные в таких случаях штрафы, в том числе за недобор скорости. При ходе менее 23 узлов или осадке, более чем на 15 см превышающей контрактную, русское Морское министерство получало право отказаться от заказа и получить обратно деньги. Строительство должно было вестись Данцигским отделением фирмы «Шихау» на верфи в Данциге, изготовление механизмов — филиалом фирмы в Эльбинге.
Экипаж был сформирован ещё до начала постройки корабля. Старшим судовым механиком крейсера был назначен молодой выпускник Технического училища Морского ведомства К. Р. Тирнштейн. В ноябре 1898 года наблюдающим за постройкой крейсера «Новик» и постройкой четырёх 350-тонных миноносцев, заказанных той же фирме, был назначен капитан 2-го ранга Пётр Фёдорович Гаврилов (1855—1905). 6 декабря 1898 года Гаврилов прибыл в Эльбинг для наблюдения за постройкой. В рапортах Гаврилов неоднократно характеризовал К. Р. Тирштейна как чрезвычайно добросовестного и на редкость исполнительного сотрудника.
6 января 1899 года П. Ф. Гаврилов вместе с представителями дипломатического корпуса и капитанами 1-го ранга Н. К. Рейценштейном и А. Ф. Стемманом (командирами заказанных в Германии крейсеров I ранга, соответственно «Аскольд» и «Богатырь») был представлен Вильгельму II. Германский император с интересом побеседовал с офицерами, расспросил про корабли. В разговоре с Гавриловым он одобрительно отозвался о котлах Торникрофта, которые должны были установить на «Новик».
Длительное согласование чертежей между германскими проектировщиками и русским МТК, а также задержки поставок со стороны сталелитейных заводов, явились причинами задержки начала стапельных работ примерно на год. Только в декабре 1899 года начались регулярные стапельные работы, которые впоследствии продвигались весьма интенсивно.

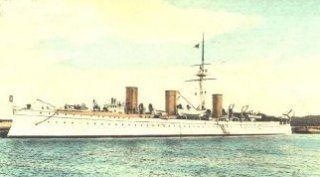
Открытка с изображением бронепалубного крейсера «Новик»

29 февраля 1900 года состоялась официальная закладка крейсера «Новик». На момент закладки корпус был доведён до броневой палубы, масса установленного металла составляла до 600 т. Командир корабля был в восторге от «поразительной точности пригонки частей набора… Можно смело сказать, что до сих пор на стапель не было принесено ни одного золотника лишнего металла, зубило отсутствует, все отверстия точно совпадают». По его расчётам выходило, что крейсер может быть спущен на воду уже в конце мая — всего через полгода после начала интенсивной постройки. Фирма очень спешила, рассчитывая, что на торжественном спуске будут присутствовать русский и германский императоры, официальная встреча которых планировалась в мае — июне 1900 года в Данциге. Однако встреча была отложена, и директор верфи уведомил о том, что намного удобнее продолжать монтажные работы на стапеле.
18 апреля 1900 года старшим офицером крейсера «Новик» был назначен лейтенант Ф. Н. Иванов (до этого командовал миноносцем № 120).
2 августа 1900 года в 13:00 состоялся торжественный спуск крейсера на воду. На церемонии присутствовали: генерал-губернатор и командующий войсками Западной Пруссии, представители русского посольства в Германии, командиры строившихся на немецких верфях крейсеров I ранга «Аскольд» и «Богатырь», соответственно — Н. К. Рейценштейн и А. Ф. Стемман, бывший морской министр Франции адмирал Лакруа. Русский посол граф Н. Д. Остен-Сакен приехать не смог, поэтому прислал в дар кораблю икону в позолоченной ризе с дарственной надписью. Фирма преподнесла сюрприз, до последнего момента державшийся в секрете, — за свой счет привела в Данциг из Пиллау только что законченный постройкой, но ещё не прошедший испытания и не переданный русскому флоту миноносец «Дельфин» (с 1902 года — «Бесстрашный»). Необычно суровая для Данцига зима значительно затормозила дальнейшую достройку корабля.

## Испытания
2 мая 1901 года крейсер «Новик» впервые вышел в море, на заводскую пробу.
12 мая 1901 года практически завершённый постройкой крейсер неофициально посетил кайзер Вильгельм II. Поднявшись на борт, он познакомился со всеми офицерами, побеседовал с членом МТК — флагманским инженером-механиком Ф. Я. Поречкиным. Интересуясь новым типом крейсера, император одобрил удобства размещения и высказался о том, что артиллерия, вероятно, слишком сильна по размерам корабля. 14 мая 1901 Вильгельм прислал свой портрет с дарственной надписью на память офицерам о своём визите. 30 августа во время манёвров германского флота в Данциге русский император Николай II на борту яхты «Штандарт» беседовал с П. Ф. Гавриловым на предмет особенностей нового крейсера.
Стремясь ускорить сдачу крейсера, завод не стал проводить прогрессивных испытаний механизмов при условиях постепенного наращивания мощности и скорости. В результате во время первого же выхода крейсер разогнали до 24 узлов. Как позднее писал П. Ф. Гаврилов, «допущенное заводом при первых же ходах форсирование машин было главной причиной затянувшихся испытаний и ряда различных аварий».
15 мая 1901 года крейсер вышел из Данцига и 18 мая 1901 года прибыл в Кронштадт. С мая по середину сентября крейсер семь раз выходил в море, из которых четыре были прерваны из-за поломок машин и винтов. Летом были обнаружены раковины на валах машин.
23 сентября 1901 года в ходе приёмо-сдаточных пробегов крейсера германские специалисты решили весьма серьезную проблему: было замечено «значительное движение корпуса в горизонтальной плоскости около середины длины судна, то есть в районе помещений бортовых машин». Для устранения этого явления завод изменил параметры винтов, перебрал механизмы, уравнял число оборотов средней и бортовых машин (первоначально они давали по 155—160 и 170—175 об/мин, соответственно, а впоследствии — 160—165 об/мин). Несколько испытательных выходов подтвердили правильность принятого решения.
Устраняя неисправности, упустили время, сильные осенние ветры помешали провести испытания на мерной миле. Крейсер пришлось оставить на заводе на зимовку, во время которой были произведены замены валов, на которых летом 1901 года были обнаружены раковины.
В январе 1902 года, германский журнал «Die Flotte» опубликовал статью, в которой сообщалось:
«Построенный по заказу русского правительства на Шихаусской верфи крейсер „Новик“, который на своих последних испытательных пробегах развил скорость хода в 26 уз., недавно был окончательно принят на службу Императорского Российского флота. Над проектом этого совершенно нового типа военного судна задумывались самые крупные английские, французские и американские фирмы. Из всех стран Россия, однако же, получила уклончивые ответы, так как высокие задачи, которым должно было удовлетворить это своеобразное судно, не могли быть разрешены удовлетворительным образом ни одной из запрошенных фирм. В конце концов русское правительство решило передать заказ фирме „Шихау“».
23 апреля 1902 года, спустя без малого год после первого выхода в море, на крейсере «Новик» были завершены официальные испытания на полный ход.
По результатам испытаний, крейсер «Новик» вполне удовлетворял всем тяжёлым условиям контракта. По отзыву, опубликованному в германском журнале, «Новик» «представляет собою удавшийся тип военного судна, скорость хода которого не была еще ни разу достигнута при данных размерениях…»; он «составляет мастерское произведение германского судостроения».

## Техническое описание
Описание конструкции корпуса, помещённое в «Отчёте по Морскому ведомству в 1897—1900 года», весьма образно: «Тип крейсера II ранга „Новик“ представляет собою огромный миноносец в 3000 тонн с 25-узловым ходом. Нижняя часть крейсера представляет собою сигароподобное сооружение, по вертикальному направлению несколько сплюснутое, сверху прикрытое броневою палубою, а снизу состоящее из двойного дна, постепенно сходящегося с наружною обшивкою и приблизительно на половине расстояния от киля до ватерлинии переходящего в систему бортовых угольных ям, снизу и сверху броневой палубы. Над сплюснутою сверху подводною „сигарою“ стоит надстройка, в большей своей части надводная, образующая одно межпалубное пространство».
Длина корпуса между перпендикулярами составляла 106 м, максимальная ширина 12,2 м (без учёта толщины обшивки), высота от киля до верхней палубы — 7,7 м. Основным материалом служила мягкая сименс-мартеновская сталь. Шпация составляла 610 мм.
На момент испытаний нормальное водоизмещение со всеми предусмотренными контрактом запасами (в том числе 360 т угля) составляло всего 2720 т, то есть почти на 300 т меньше проектного: такой результат был итогом максимального облегчения корпуса и машин.
Краткие данные о нагрузке крейсера «Новик» фирма «Ф. Шихау» сообщила Морскому министерству лишь в январе 1906 года. Пропущенные в германских данных сведения о броне, вероятно, были включены в массу корпуса.
Если предположить, что броня «Новика» весила столько же, сколько у строившихся по его проекту на Невском заводе «Изумруда» и «Жемчуга» (345 т), то масса корпуса должна составить 875 т — всего 32 % от водоизмещения.
В материалах вице-адмирала С. О. Макарова имеются несколько иные данные, однако их сложно сравнивать из-за разного способа группировки. Согласно им, на корпус со снабжением приходилось 42,3 %, на броню — 10,43 %, на артиллерию с боезапасом — 4,73 %, на минное вооружение — 3,36 %, на механизмы, котлы и запас воды к ним — 26,7 % от водоизмещения. Там же приведены сведения, что броневая палуба «Новика» имела массу 294 т. Если эта информация верна, то на корпус приходилось 34 % от водоизмещения. Жёсткая экономия всех статей нагрузки привела к замене обычного для кораблей русского флота деревянного покрытия верхней палубы линолеумом (толщиной 6—7 мм).
Нагрузка масс крейсера II ранга «Новик»
| Наименование нагрузки          | Масса, т | % от номинального водоизмещения |
| ------------------------------ | -------- | ------------------------------- |
| Корпус                         | 1219,858 | 44,86                           |
| Различное оборудование         | 97,786   | 3,60                            |
| Машины и котлы                 | 790,417  | 29,07                           |
| Артиллерия                     | 83,301   | 3,06                            |
| Боезапас                       | 67,760   | 2,49                            |
| Уголь                          | 360,000  | 13,24                           |
| Команда с вещами               | 49,500   | 1,82                            |
| Провиант на шесть недель       | 38,500   | 1,42                            |
| Пресная вода на восемь дней    | 12,000   | 0,44                            |
| Итого нормальное водоизмещение | 2719,125 | 100,00                          |

О максимальной облегчённости всех конструкций свидетельствовало то, что уже зимой 1901—1902 годов пришлось заменить трапы в котельном отделении, не выдержавшие даже годичной эксплуатации. Во время инспекторского смотра 1903 года необычная узость трапов, всех входов и выходов произвела неприятное впечатление на посетителей.
Непотопляемость корабля обеспечивали 17 водонепроницаемых переборок ниже и девять — выше броневой палубы, двойное дно в районе машинных и котельных отделений (от 40-го до 137-го шпангоутов); деление трюма продольными переборками на большое число отсеков. МТК ещё более развил первоначальные предложения фирмы, потребовав доведения высоты поперечных переборок, проходивших под дымовыми выходами котлов, до следующей (верхней) палубы. Кроме того, заводу пришлось дополнительно изготовить криволинейно возвышающиеся переборки, обеспечивающие водонепроницаемость дымовых выходов.
Управление крейсером осуществлялось из боевой или рулевой (ходовой) рубок либо с мостика. Все три пункта управления оборудованы компасами, механическими штурвалами, системами электрического управления рулем, машинным телеграфом, звонковыми сигнальными устройствами в машинное отделение.
Первоначальный проект не предусматривал монтаж рулевой рубки (как и на крейсере «Аскольд»). Предполагалась лишь установка волноотбойного щита, предотвращающего заливание палубы в штормовую погоду. На представленных в МТК чертежах отсутствовал и ходовой мостик, при том, что его сооружение оговаривалось в контракте. Это вызвало сложности. Фирма, отягощённая многократным согласованием чертежей, эту конструкцию спроектировала по собственному разумению. Однако к весне 1901 года, когда уже были установлены дымовые кожухи труб, шлюпбалки, катера, гребные суда, выяснилось, что мостик слишком низок, его крылья коротки, поэтому корма крейсера и его борта оказались вне поля зрения судоводителей. После ряда возражений фирма признала ошибку и заменила мостик новым, вполне удовлетворявшим требованиям П. Ф. Гаврилова.
Основную защиту крейсера обеспечивала броневая палуба, расположенная на основном протяжении корпуса на 0,6 м выше ватерлинии. В носовой части корпуса бронепалуба, не доходя до тарана 29,5 м, плавно начинала опускаться, упираясь в форштевень на глубине 2,1 м. В корме снижение бронепалубы начиналось за 25,5 м до ахтерштевня и доходило до углубления в 0,6 м. В горизонтальной своей части палуба состояла из двух слоев плит суммарной толщиной 30 мм (10+20). На скосах, упиравшихся в борта судна на 1,25 м ниже ватерлинии, общая толщина достигала 50 мм (15+35). Над выступавшими выше броневой палубы цилиндрами главных машин был устроен 70-мм гласис. Дополнительную защиту обеспечивали угольные ямы, расположенные над броневой палубой, на всём протяжении машинных и котельных отделений.
Устойчивость управления крейсером в боевых условиях обеспечивала боевая рубка, образованная 30-мм бронеплитами из никелевой стали, и соединяющая рубку с броневой палубой труба такой же толщины, служившая для передачи команд.
Энергетическая установка корабля включала три вертикальные четырёхцилиндровые (два цилиндра низкого и по одному среднего и высокого давления) машины тройного расширения и 12 водотрубных котлов системы «Шихау», являвшихся фактически модификацией котлов Торникрофта. Их общая нагревательная поверхность составляла 4500 м2, рабочее давление — 18 атм. Крейсер имел два машинных отделения (носовое с бортовыми машинами и кормовое со средней машиной) и шесть котельных отделений, по два котла в каждом. Котельные отделения объединялись в расположенные поперёк корпуса пары, каждая из которых имела свою дымовую трубу. Расположение отделений эшелонное: сначала два котельных, затем машинное, одно котельное и, наконец, ещё одно машинное. Этим объясняется неравное расстояние между трубами.
Гребные винты боковых валов первоначально немногим отличались от среднего: первые имели диаметр 4 м, а последний — 3,9 м. После аварии 11 мая 1901 года, когда на испытаниях сломался золотник цилиндра среднего давления левой машины, установили новые, несколько меньшего диаметра винты — 3,9 и 3,76 м соответственно. Сильная вибрация корпуса вынудила в октябре 1901 года поменять винты ещё раз. В окончательном варианте боковые трёхлопастные винты имели диаметр 3,9 м и шаг 5,34 м, а средний четырёхлопастный — 3,56 и 5,25 м.

### Бронирование
- Броня: Палуба — 50 мм (75 мм максимально), рубка — 28 мм/

## Служба

### Под флагом России
18 мая 1902 года, после завершения приёмо-сдаточных испытаний, «Новик» прибыл в Кронштадт.
14 сентября 1902 года крейсер под командованием капитана 2-го ранга П. Ф. Гаврилова вышел из Кронштадта курсом на Дальний Восток.

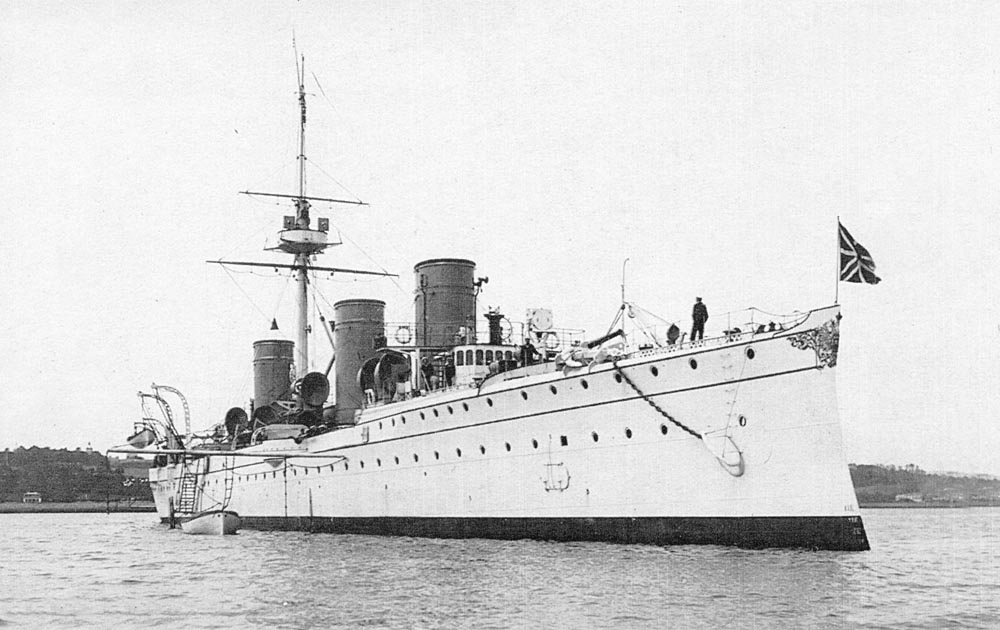
«Новик» в Бресте, 1 октября 1902 года

В декабре 1902 года командиром новейшего лёгкого миноносного крейсера «Новик» был назначен капитан 2-го ранга Н. О. Эссен, который до этого вместе с С. О. Макаровым формировал эскадру в Кронштадте, а затем в Ревеле и Либаве.
6 декабря 1902 года, во время стоянки в Пирее (Греция), Эссен вступил в командование «Новиком». 2 апреля 1903 года крейсер прибыл в Порт-Артур и был включён в состав русской эскадры Тихого океана, которой командовал вице-адмирал О. В. Старк.
С первого же дня начала русско-японской войны «Новик» принял активное участие в боевых действиях.
В ночь на 27 января 1904 года, сразу же после нападения японских миноносцев на русскую эскадру, командир крейсера получил приказ преследовать неприятеля. Эссен первым изготовил корабль к бою и вышел в море, но не нагнал неприятеля. Пока на «Новике» поднимали пары, японские миноносцы успели уйти.

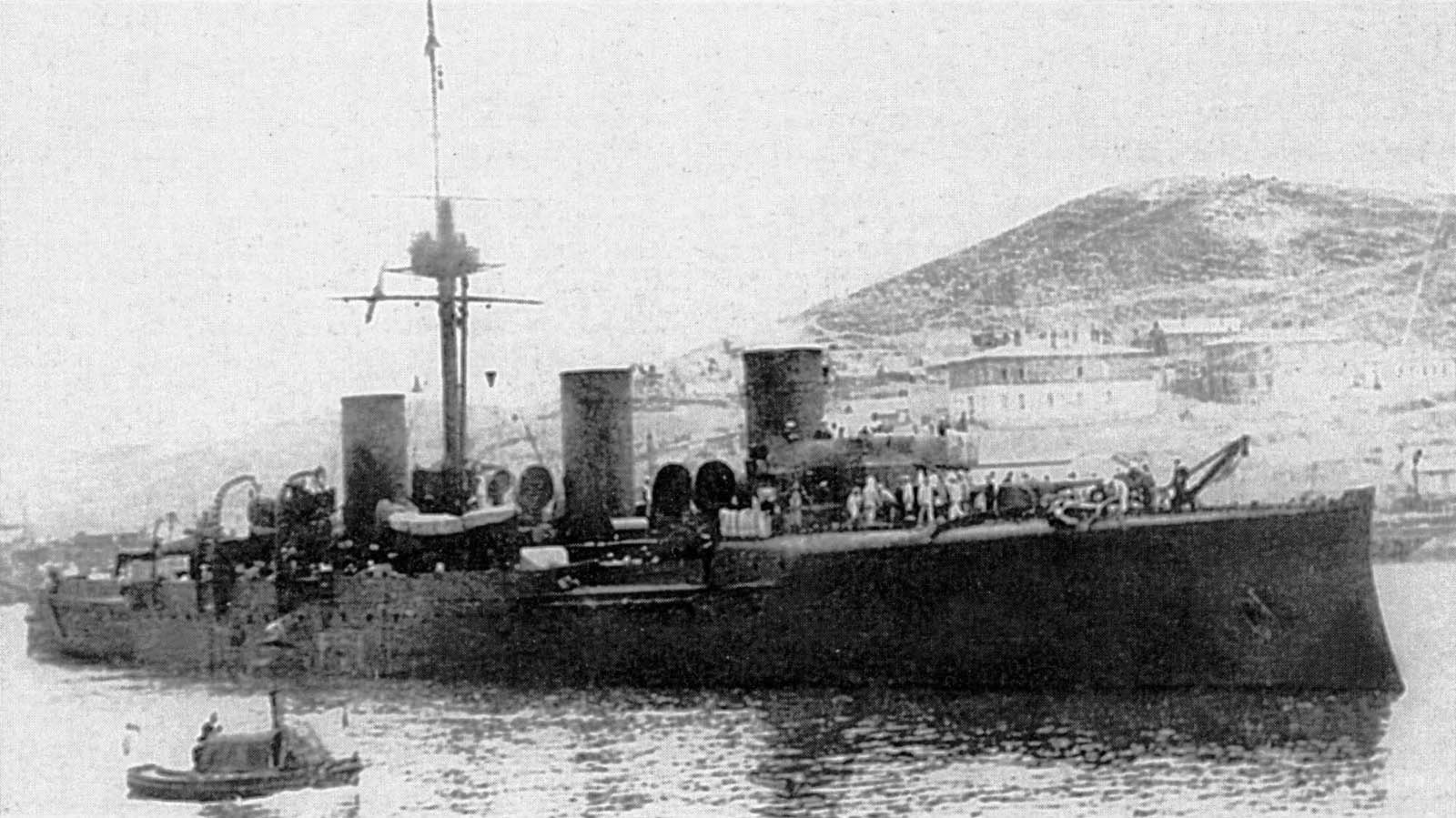
«Новик» в Порт-Артуре, 1904 год

Утром 27 января 1904 года вся русская эскадра вышла навстречу японскому флоту. Эссен вывел «Новик» на разведку. В то время как неповреждённые японскими торпедами русские корабли только выходили с рейда, «Новик» произвёл выстрел торпедой в крейсер «Якумо» и предпринял дерзкую попытку сблизиться с неприятельской эскадрой. Командир «Новика» решил, после ночного потрясения, достичь успеха — дважды пытался атаковать флагманский броненосец адмирала Того, стремясь сблизиться на дистанцию торпедного выстрела. При повторной попытке атаковать «Новик» получил попадание 12-дюймовым (305-мм) снарядом в корму (по другим данным — попадание 8-дюймового (203-мм) снаряда на уровне ватерлинии), был вынужден выйти из атаки и возвратился на базу. На рейде Порт-Артура повреждённый «Новик» был встречен криками «Ура!».
Через десять суток напряжённого ремонта корабль был введён в строй. Последующие дни были наполнены активной боевой деятельностью. «Новик» участвовал в боях с японской эскадрой, поддерживал миноносцы, проводил разведку, его экипаж проявил высокое мастерство и героизм, показав пример выполнения долга.
На «Новике» держал свой флаг командующий эскадрой адмирал С. О. Макаров во время выхода на выручку окруженного японскими кораблями миноносца «Стерегущий». Однако выход в море состоялся через два часа после начала боя и заметно после его завершения, когда тонущий русский миноносец был уже захвачен японцами и тонул, поэтому попытка оказалась безрезультатной.
Крейсер неоднократно прикрывал выходы в море миноносцев и канонерских лодок, обстреливал побережье, занятое противником.
Активные действия «Новика» на фоне первых неудач были отмечены командованием. За бой 27 января 1904 года под Порт-Артуром Н. О. Эссена наградили золотой саблей с надписью «За храбрость», а 12 членов экипажа «Новика» получили Георгиевские кресты.
16 марта 1904 года приказом командующего эскадрой вице-адмирала С. О. Макарова капитан 2-го ранга Н. О. Эссен был назначен командиром эскадренного броненосца «Севастополь». Макаров увидел в Эссене своего единомышленника в стремлении «взять море в свои руки» и настоял на его назначении командиром броненосца «Севастополь» вопреки тому, что по старшинству был черёд капитана 1-го ранга Р. Н. Вирена, имевшего поддержку адмиралтейства. 18 марта 1904 года в командование крейсером «Новик» вступил капитан 2-го ранга М. Ф. фон Шульц. По его словам, Эссен не был в восторге от назначения на мощный, но неповоротливый броненосец. Свыкшись с манёвренностью быстроходного крейсера, на броненосце Эссен чувствовал себя «не в своей тарелке» и с сожалением оставлял «Новик». 1 марта 1904 года он писал жене: «Вчера принял броненосец, сдал „Новика“ Шульцу. Команда кричала в мою честь „Ура!“, провожали сердечно… К „Новику“ я привык, крейсерская служба мне больше по душе, и это повышение не радует»…

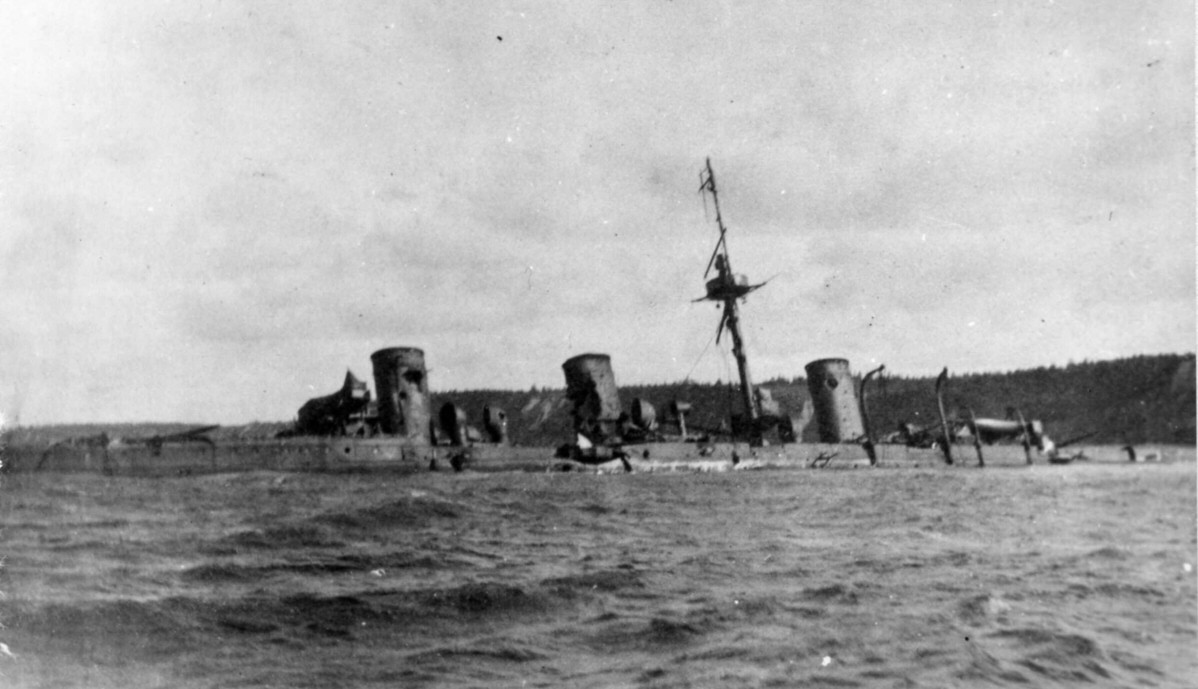
Затопленный крейсер

28 июля (10 августа) 1904 года, во время боя в Жёлтом море, крейсер «Новик», получив три надводные пробоины (2 убитых, 1 раненый), прорвался в порт Циндао. Затем, обогнув Японию с востока, пришёл в порт Корсаков на острове Сахалин для пополнения запасов угля.
7 (20) августа 1904 года, не успев пополнить запасы угля (взять бункер), крейсер был вынужден принять бой с японским крейсером «Цусима». В ходе 70-минутного боя крейсер получил три попадания ниже и два выше ватерлинии, а также более десяти в надстройку (2 убитых, 17 раненых, из которых скончались ещё 2 моряка). В свою очередь, «Новик» нанёс одну подводную пробоину, в результате чего на «Цусиме» возник значительный крен, и она была вынуждена выйти из боя для исправления повреждений. М. Ф. фон Шульц, получив данные радиоперехвата о приближении японского бронепалубного крейсера «Титосэ», приказал затопить крейсер. Крейсер лёг на грунт в 23 часа 30 минут у Корсаковского поста. 8 августа пришедший «Титосэ» обстрелял уже затопленный корпус русского крейсера, произведя около 100 выстрелов по выступающим из воды частям «Новика» и городу. Позже часть экипажа «Новика» была эвакуирована во Владивосток.

### Под флагом Японии
На основании Портсмутского мирного договора южная часть острова Сахалин была отдана Японии.

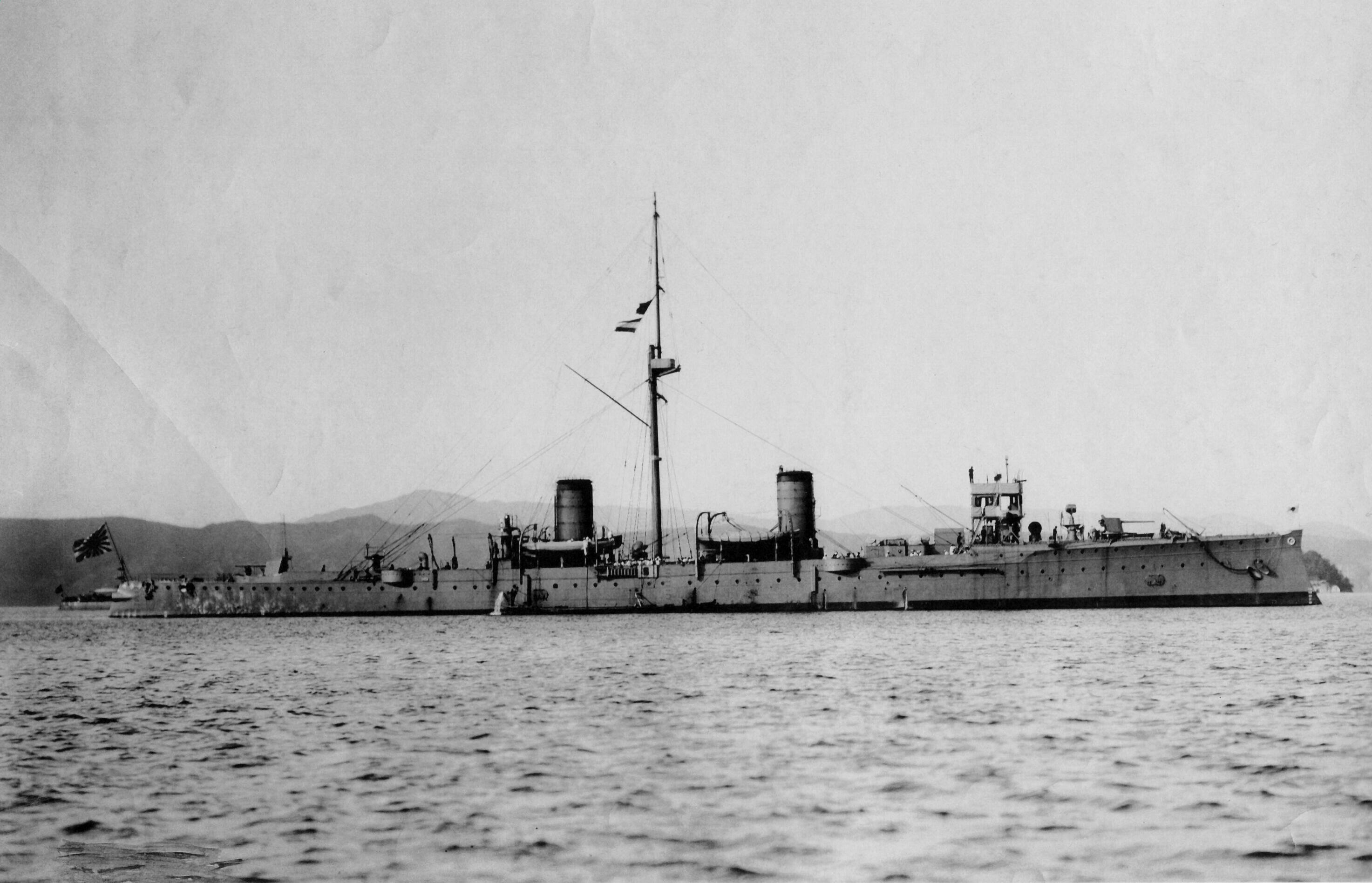
«Сусуя» в Куре, 7 ноября 1908 года

Командование японского императорского флота было впечатлено скоростью, показанной «Новиком». Несмотря на значительный ущерб, понесённый крейсером в ходе битвы у Корсакова и в результате затопления собственной командой, в августе 1905 года японцами на крейсер была отправлена техническая команда для ремонта корабля, ставшего военным призом. Работы заняли около года. 16 июля 1906 года «Новик» был поднят японцами и был отремонтирован в военно-морском арсенале Йокосука. 20 августа 1906 года крейсер вошёл в состав японского флота под названием «Сусуя» (река на Сахалине, близ которой был захвачен крейсер).
Во время ремонта в Йокосуке котлы были заменены на восемь котлов системы Миябара, носовое котельное отделение вместе с дымовой трубой было ликвидировано. Это привело к снижению мощности машин и уменьшению скорости до 20 узлов. На баке и юте места снятых русскими пушек заняли два 152-мм орудия с длиной ствола 50 калибров. Четыре 120-мм орудия по середине борта были заменены на 76-миллиметровые. Были оставлены 47-мм пушки системы Гочкиса и две 37-мм пушки. Все работы были завершены в декабре 1908 года. «Сусуя» официально стала авизо, а не крейсером, использовалась как посыльное судно. Распространение радиосвязи привело к устареванию подобных кораблей. 28 августа 1912 «Сусуя» была переклассифицирована в корабль береговой обороны второго класса. Затем она была объявлена устаревшей и продана на металл 1 апреля 1913 года.

## Оценка проекта
Постройка в Германии и завершение испытаний в России первого (экспериментального) быстроходного малого крейсера-разведчика «Новик», удовлетворяющего крайне противоречивым тактико-техническим требованиям русского Адмиралтейства, явилось значительным техническим достижением германской судостроительной фирмы «Шихау» и этапным событием в мировой истории развития «малых» крейсеров «корветского» ранга. Главное требование заказчика (высокая скорость, 25 узлов, но не в ущерб защищённости, вооружению, дальности плавания и условиям обитаемости при относительно небольших размерениях и водоизмещении) было реализовано за счёт необычно большого относительного удлинения корпуса «ходкости», максимально возможного облегчения конструкции (в ущерб прочности), применения необыкновенно мощной, но лёгкой, компактной и экономичной паро-поршневой двигательной установки.
По мнению Н. Л. Кладо, крейсера малого водоизмещения оправдывают себя лишь в качестве бронепалубных: «[Крейсер] совершенно не приспособлен для боя и пригоден лишь для посылок, обладает очень слабой мореходностью и в свежую погоду он не может воспользоваться своей большой скоростью, и любой броненосный крейсер оставит его далеко позади». Район действия малого крейсера очень мал. Например бронепалубный крейсер «Новик» водоизмещением 2836 тонн, на котором отдано под машину 26,7 % от его водоизмещения, чтобы достичь скорости в 25 узлов, может при своём запасе угля (17,9 % от его водоизмещения) пройти всего только 660 миль и через сутки уже угля у него не будет, а экономическим ходом (12 узлов) он может пройти расстояние всего 2370 миль в продолжении 8 суток. Сравнивая малый бронепалубный крейсер «Новик» со средним — крейсером I ранга «Богатырь» (также германской постройки), Кладо пишет: «Между тем броненосный (впрочем бронированный очень слабо) крейсер „Богатырь“ (водоизмещение 6972 тонны), при относительном весе машины 20,15 % от его веса, отданных под машину, имеет скорость в 23 узла, каковой при меньшем сравнительном запасе угля (16,6 %) от его водоизмещения, может пройти 1680 миль; притом его не остановит такая погода, при которой „Новик“ уже будет бездействовать». Оценивая боевые качества корабля по соотношению показателей скорость/броня/артиллерия/дальность, Кладо Н. Л. делает вывод, что «чем корабль больше, тем большее количество наступательных и оборонительных средств может он в себя вместить, тем он мореходнее и тем устойчивее платформа и тем с меньшими относительными затратами веса может ему быть сообщена сила тяги винтов, защита, скорость и район действий».
Русские бронепалубные крейсера II ранга типа «Новик», несмотря на отдельные недостатки, хорошо зарекомендовали себя в ходе русско-японской войны. Поэтому после русско-японской войны в Англии и Германии были заложены большие серии быстроходных крейсеров малого водоизмещения, предназначенных для боевых действий в составе эскадр и флотов.
В России с августа 1907 года по заданию Морского генерального штаба (МГШ) для проверки возможности создания быстроходного крейсера малого водоизмещения с паротурбинной двигательной установкой, предназначенного для «разведочной службы при эскадре броненосцев или совместных действий с отрядом миноносцев», был привлечён Балтийский завод.

## В культуре
Прорыв крейсера «Новик» описан в романе В. Пикуля «Каторга», а также в романе А. Степанова «Порт-Артур».